# Laccaria angustilamella
Laccaria angustilamella är en svampart som beskrevs av Zhu L. Yang & L. Wang 2004. Laccaria angustilamella ingår i släktet Laccaria och familjen Hydnangiaceae.   Inga underarter finns listade i Catalogue of Life.